# Sigismondo I de Luna
Sigismondo de Luna Cardona, conte di Sclafani (XV secolo – Palermo, 7 ottobre 1480), è stato un nobile, politico e militare italiano di origine spagnola del XV secolo.

## Biografia
Nacque presumibilmente nella prima metà del XV secolo, da Antonio, VI conte di Caltabellotta, e dalla di lui consorte la nobildonna Beatrice Cardona Villena dei Conti di Cardona, di cui era l'ultimo di cinque figli. Appena adolescente, si trasferì in Catalogna dove fu al servizio della Real Casa d'Aragona e partecipò a numerose battaglie e venne preso prigioniero per difendere il sovrano. Dopo la sua liberazione, continuò prima in Sicilia e poi in Spagna dove partì con uomini e cavalli dopo aver saputo di un nuovo attacco dei Francesi alle contee di Cerdagna e del Rossiglione.
Il padre il Conte Antonio, morto nel 1464, prima di spirare fece redigere un testamento, reso pubblico nel 1465, con cui imponeva le sue volontà riguardo alla successione nella Contea di Caltabellotta e agli altri beni feudali e di altra natura della famiglia De Luna: secondo tali disposizioni, il primogenito Carlo, suo successore nei titoli e nei feudi, in caso di sua morte senza figli era obbligato a lasciarli in eredità a Sigismondo.
Il re Giovanni II d'Aragona, per ricompensarlo dei suoi servigi bellici, che lo nominò camerlengo, Maestro Secreto con diritto di giurisdizione su tutti gli Ebrei di Sicilia nel 1474, e Maestro Portulano nel 1475, entrambe prestigiosissime cariche del Regno di Sicilia. Nel 1478, il Luna guidò le truppe inviate dal Viceré in Sardegna per sedare le rivolte ordite da Leonardo Alagon, marchese di Oristano.
I rapporti tra Sigismondo e il fratello maggiore Carlo, VII conte di Caltabellotta, furono normali, ma in seguito si deteriorarono. La moglie di questi, Beatrice Rosso Spadafora Branciforte dei Conti di Sclafani, nel novembre 1474 ottenne l'annullamento del matrimonio dal Tribunale della Regia Gran Corte, dopo aver dimostrato la sua illibatezza a seguito di perizie ginecologiche, e che dunque il matrimonio non fu consumato. Un mese dopo la sentenza, Beatrice avrebbe stipulato il contratto matrimoniale con il cognato Sigismondo, e i due, dopo aver ottenuto la dispensa pontificia da papa Sisto IV attraverso l'Arcivescovo di Palermo, contrassero le nozze nel 1477. Il matrimonio con la Rosso portò in dote al Luna la Contea di Sclafani e la baronia di Caltavuturo, di cui ebbe investitura il 1º febbraio 1477. Il fratello Carlo lo accusò di ingratitudine, e per questo fece fare un testamento con cui revocava le disposizioni fatte dal padre in suo favore.
In condizioni finanziarie critiche, fu costretto a vendere, ma con riserva di riscatto, nel 1476 la terra di Bivona, e nel 1479 il feudo di Larminusa in territorio di Sclafani al fratello Pietro.
Morì a Palermo il 7 ottobre 1480.

### Matrimoni e discendenza
Sigismondo de Luna Cardona, III conte di Sclafani, dal suo matrimonio con la nobildonna Beatrice Rosso Spadafora Branciforte († 1519), unica figlia di Tommaso, ebbe due figli:
- Giovanni Vincenzo, IX conte di Caltabellotta († 1548), che sposò Diana Moncada e Moncada, figlia di Guglielmo Raimondo, VI conte di Adernò, da cui ebbe tre figli;
- Giovanna Eleonora († 1531), che fu moglie di Antonio Moncada e Moncada, VII conte di Adernò e XI conte di Caltanissetta.